# Позолота

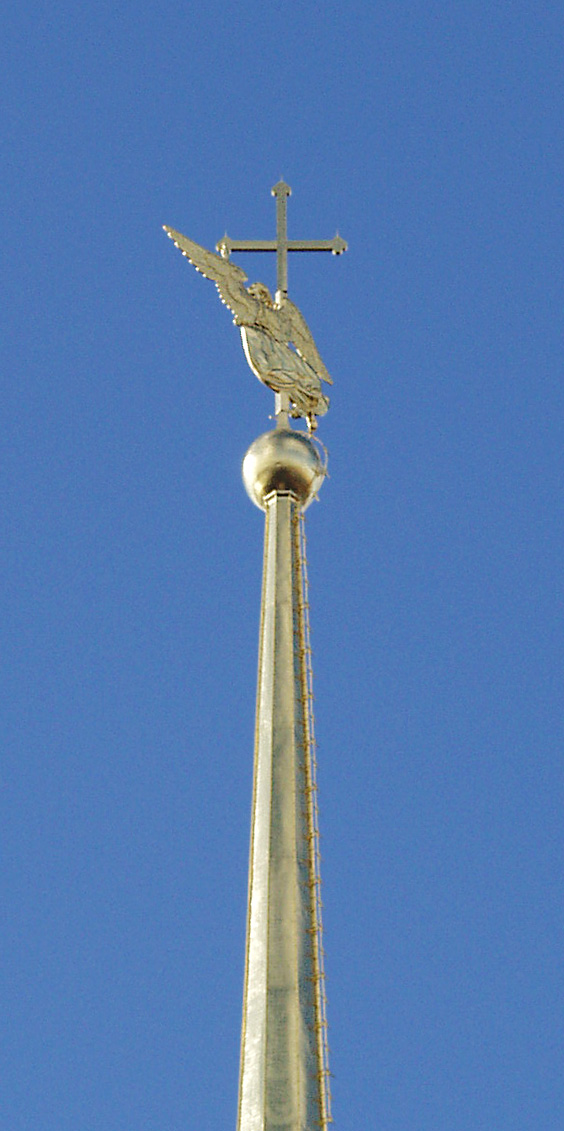
Ангел на шпиле Петропавловского собора

Позоло́та — золотое покрытие, полученное золочением или нанесением на предмет тонкого слоя металлического золота, его пигмента[прояснить] и/или сусального золота (от долей мкм до нескольких мкм) в декоративных, защитных или защитно-декоративных целях. Мастера, специализирующиеся на работах по золочению, называются позолотчиками.

## В декоративно-прикладном искусстве

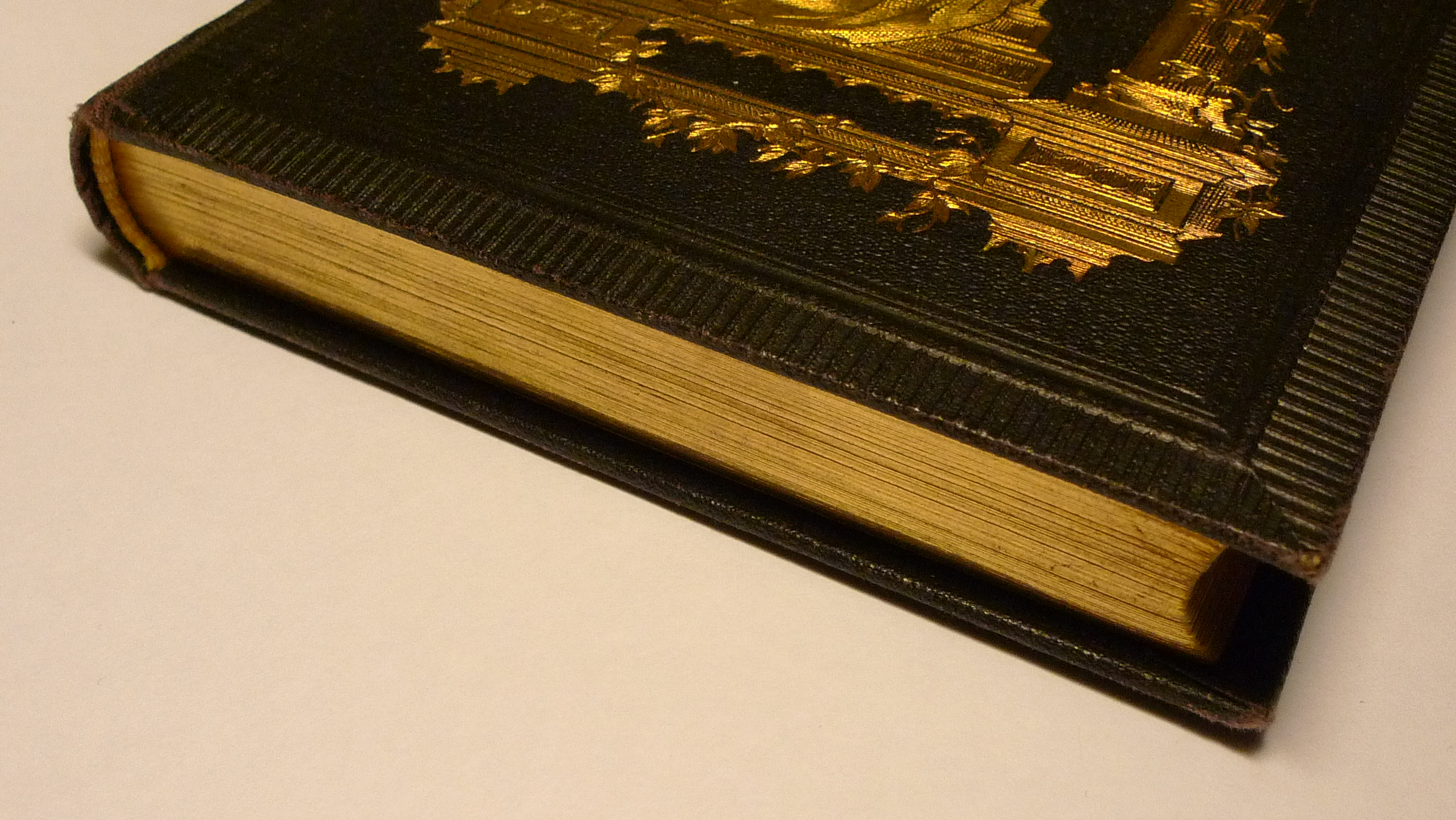
Позолота в печатной продукции

## Позолота в иконографии

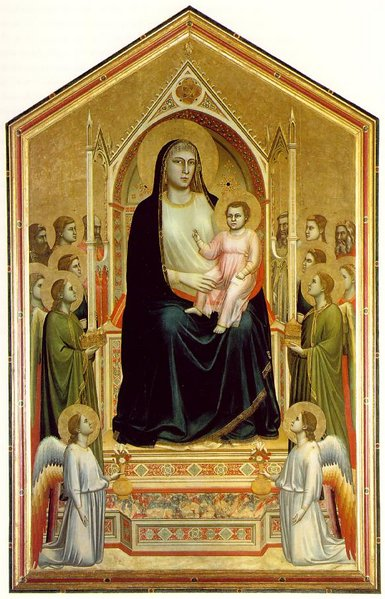
Позолота в иконографии

## Позолота в быту
.

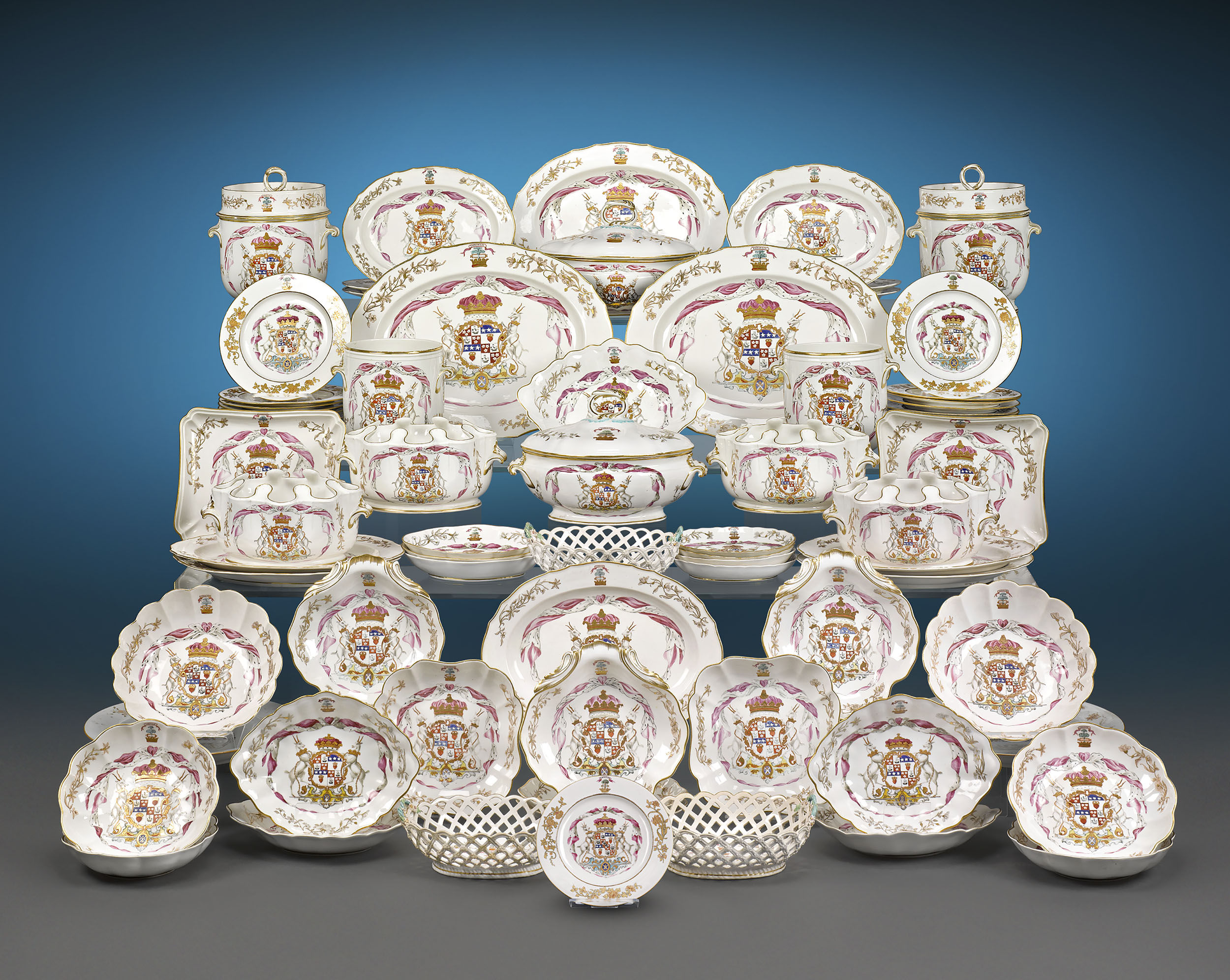
Сервиз дербского фарфора с позолотой

Столовые приборы; чайная, кофейная и столовая посуда.

## Позолота в зодчестве

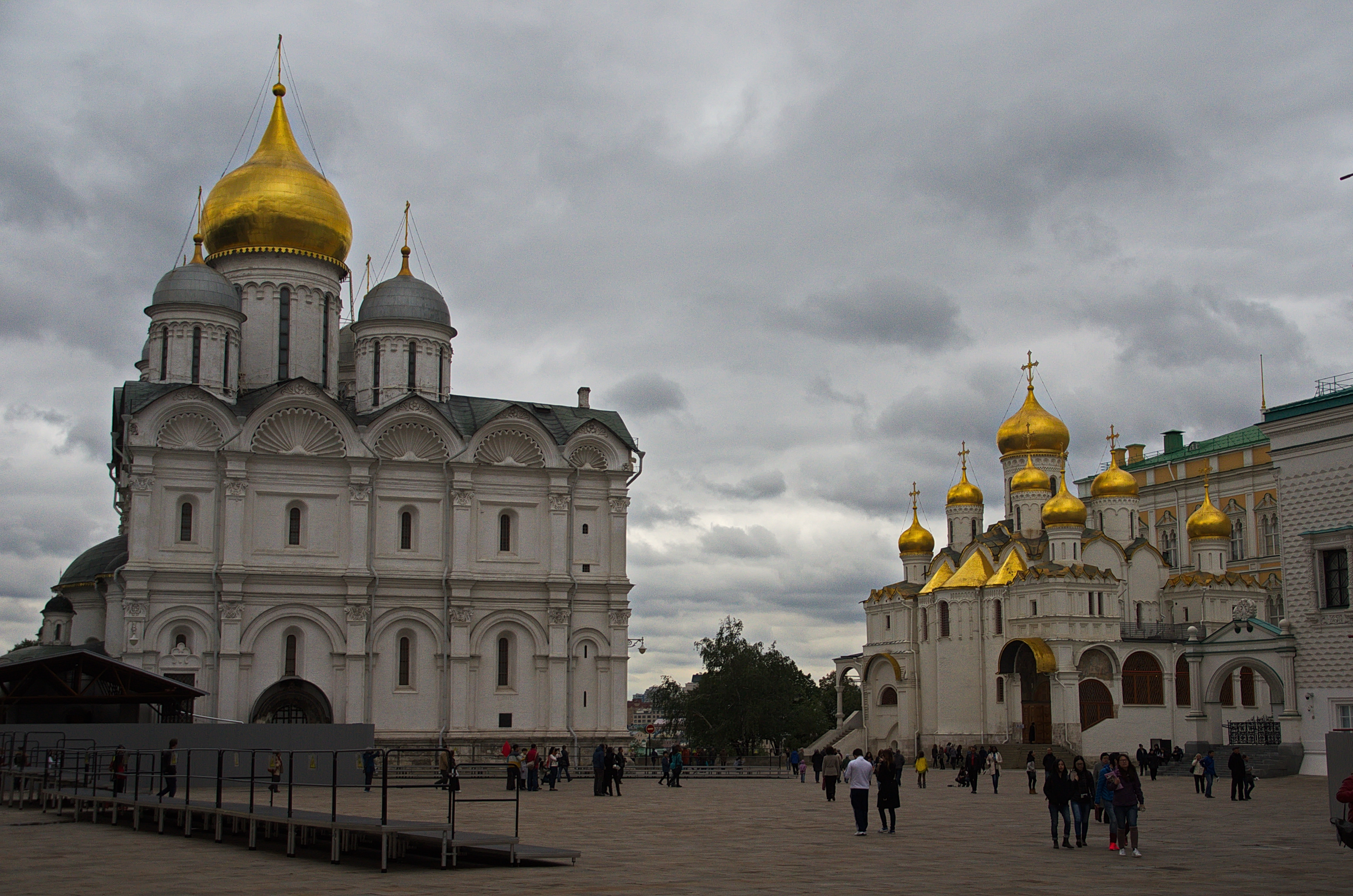
Купола храмов в московском Кремле покрыты сусальным золотом

## Позолота в погребениях

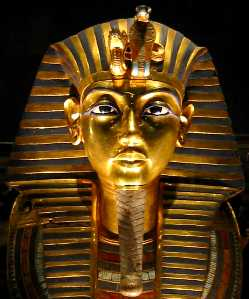
Позолоченная маска Тутанхамона

## Позолота в электронике
Существует несколько типов золотого покрытия, используемых в электронной промышленности.
Чистое золото осаждается из специальных электролитов. Целые печатные платы могут быть покрыты гальваническим покрытием.
Покрытие часто содержит небольшое количество никеля и/или кобальта.
Золотое покрытие часто используется в электронике для создания стойкого к коррозии электропроводящего слоя на меди, обычно в электрических разъёмах и печатных платах.
При прямом нанесении золота на медь атомы меди имеют тенденцию диффундировать через слой золота, вызывая потускнение его поверхности и образование оксидного и/или сульфидного слоя.
Слой подходящего барьерного металла, обычно никеля, часто наносится на медную подложку перед нанесением золотого покрытия. Слой никеля обеспечивает механическую основу для слоя золота, повышая его износостойкость. Это также уменьшает воздействие пор, присутствующих в слое золота.
Как никелевый, так и золотой слои могут быть покрыты электролитическим или безэлектродным способом. Существует множество факторов, которые следует учитывать при выборе методов электролитического или безэлектродного нанесения покрытия. Они включают в себя то, для чего будет использоваться депозит, конфигурацию детали, совместимость материалов и стоимость обработки. В различных областях применения электролитическое или безэлектродное нанесение покрытий может иметь преимущества с точки зрения затрат.
На более высоких частотах скин-эффект может вызвать более высокие потери из-за более высокого электрического сопротивления никеля; полезная длина никелированной трассы может быть сокращена в три раза в диапазоне 1 ГГц по сравнению с трассой без покрытия. Используется селективное покрытие, при котором слои никеля и золота наносятся только на те участки, где это необходимо, и не вызывают вредных побочных эффектов.
Золочение может привести к образованию золотых усов.
При соединении проводов между позолоченными контактами и алюминиевыми проводами или между алюминиевыми контактами и золотыми проводами при определённых условиях образуется хрупкий слой золото-алюминиевых интерметаллидов, известный как пурпурная чума.
Пайка позолоченных деталей может быть проблематичной, так как золото растворимо в припое. Припой, содержащий более 4-5 % золота, может стать хрупким. Поверхность шва выглядит тусклой.
Золото вступает в реакцию как с оловом, так и со свинцом в их жидком состоянии, образуя хрупкие интерметаллы. При использовании эвтектического припоя 63 % олова — 37 % свинца соединения свинца с золотом не образуются, поскольку золото предпочтительно вступает в реакцию с оловом, образуя AuSn 4 соединение. Частицы AuSn 4 диспергируются в матрице припоя, образуя преимущественные плоскости скола, значительно снижая механическую прочность и, следовательно, надёжность получаемых паяных соединений. Если слой золота не полностью растворяется в припое, то в твёрдом состоянии могут протекать медленные интерметаллические реакции по мере перекрёстной миграции атомов олова и золота. Интерметаллиды обладают плохой электропроводностью и низкой прочностью. Продолжающиеся интерметаллические реакции также вызывают эффект Киркендалла, приводящий к механическому разрушению соединения, аналогичному разрушению связей золото-алюминий, известному как пурпурная чума.
Слой золота толщиной 2-3 мкм полностью растворяется в течение одной секунды при типичных условиях пайки волной. Слои золота тоньше 0,5 мкм (0,02 тыс.) также полностью растворяются в припое, обнажая лежащий под ним металл (обычно никель) для припоя. Примеси в слое никеля могут препятствовать приклеиванию припоя к нему. Безэлектродное никелирование содержит фосфор. Никель с содержанием фосфора более 8 % не поддаётся пайке.[необходимая цитата] Электроосажденный никель может содержать гидроксид никеля. Для удаления пассивирующего слоя перед нанесением золотого слоя требуется кислотная ванна; неправильная очистка приводит к тому, что никелевую поверхность трудно припаять.

## Имитация позолоты
Часто при покрытии куполов эффект позолоты достигается использованием нитрида титана.